# Rêve d'amour
À ne pas confondre avec le film Rêves d'amour de Christian Stengel
Pour plus de détails, voir Fiche technique et Distribution.
Rêve d'amour (Suonno d'ammore) est un film dramatique italien réalisé par Sergio Corbucci, sorti en 1955.

## Fiche technique
- Titre français : Rêve d'amour[1]
- Titre original : Suonno d'ammore
- Réalisation : Sergio Corbucci
- Scénario : Bruno Paolinelli et Nando Barbieri
- Photographie : Giuseppe La Torre
- Musique : Carlo Innocenzi
- Production : Fortunato Misiano
- Pays d'origine : Italie
- Format : Noir et blanc - Mono
- Genre : Film dramatique
- Durée : 90 minutes (1 h 30)
- Dates de sortie :
  -  Italie : 24 juin 1955

## Distribution
- Achille Togliani : Alberto
- Bianca Maria Fusari : Maria
- Carla Calò
- Carlo Tamberlani
- Vilma Viani
- Giacomo Furia
- Ignazio Balsamo : Arturo
- Roberto De Simone
- Paul Muller : Carmelo
- Piero Pastore